# Ogoas aroalis
Ogoas aroalis là một loài bướm đêm trong họ Erebidae.